# Pisa Sporting Club 1970-1971
Questa voce raccoglie le informazioni riguardanti il Pisa Sporting Club nelle competizioni ufficiali della stagione 1970-1971.

## Rosa
| N. |                   | Ruolo | Calciatore         |
| -- | ----------------- | ----- | ------------------ |
|    | Italia (bandiera) | A     | Aldo Algarotti     |
|    | Italia (bandiera) | C     | Fabrizio Barontini |
|    | Italia (bandiera) | C     | Enrico Burlando    |
|    | Italia (bandiera) | P     | Franco Cacciatori  |
|    | Italia (bandiera) | D     | Alberto Coramini   |
|    | Italia (bandiera) | A     | Giuseppe Cosma     |
|    | Italia (bandiera) | D     | Roberto Gasparroni |
|    | Italia (bandiera) | D     | Piero Gonfiantini  |
|    | Italia (bandiera) | A     | Sandro Joan        |
|    | Italia (bandiera) | P     | Corrado Leardi     |

| N. |                   | Ruolo | Calciatore        |
| -- | ----------------- | ----- | ----------------- |
|    | Italia (bandiera) | P     | Franco Lorenzetti |
|    | Italia (bandiera) | D     | Massimo Luperini  |
|    | Italia (bandiera) | C     | Domenico Parola   |
|    | Italia (bandiera) | A     | Eugenio Pazzaglia |
|    | Italia (bandiera) | A     | Giampaolo Piaceri |
|    | Italia (bandiera) | D     | Bruno Romanini    |
|    | Italia (bandiera) | C     | Ilario Salvadori  |
|    | Italia (bandiera) | A     | Luigi Sanseverino |
|    | Italia (bandiera) | D     | Luciano Teneggi   |

## Risultati

### Serie B

#### Girone di andata
| 20 settembre 1970 1ª giornata | Mantova | 2 – 0 | Pisa |  |

| 27 settembre 1970 2ª giornata | Pisa | 1 – 1 | Ternana |  |

| 4 ottobre 1970 3ª giornata | Catanzaro | 1 – 0 | Pisa |  |

| 11 ottobre 1970 4ª giornata | Pisa | 3 – 1 | Casertana |  |

| 18 ottobre 1970 5ª giornata | Brescia | 2 – 0 | Pisa |  |

| 25 ottobre 1970 6ª giornata | Pisa | 0 – 0 | Modena |  |

| 1º novembre 1970 7ª giornata | Massese | 0 – 1 | Pisa |  |

| 8 novembre 1970 8ª giornata | Pisa | 1 – 2 | Bari |  |

| 15 novembre 1970 9ª giornata | Livorno | 0 – 0 | Pisa |  |

| 22 novembre 1970 10ª giornata | Pisa | 2 – 0 | Monza |  |

| 29 novembre 1970 11ª giornata | Palermo | 1 – 1 | Pisa |  |

| 6 dicembre 1970 12ª giornata | Pisa | 0 – 0 | Como |  |

| 13 dicembre 1970 13ª giornata | Atalanta | 3 – 0 | Pisa |  |

| 20 dicembre 1970 14ª giornata | Pisa | 0 – 0 | Cesena |  |

| 27 dicembre 1970 15ª giornata | Taranto | 0 – 0 | Pisa |  |

| 3 gennaio 1971 16ª giornata | Pisa | 1 – 1 | Perugia |  |

| 10 gennaio 1971 17ª giornata | Reggina | 1 – 0 | Pisa |  |

| 17 gennaio 1971 18ª giornata | Pisa | 1 – 0 | Novara |  |

| 24 gennaio 1971 19ª giornata | Arezzo | 3 – 0 | Pisa |  |

#### Girone di ritorno
| 7 febbraio 1971 20ª giornata | Pisa | 2 – 0 | Mantova |  |

| 14 febbraio 1971 21ª giornata | Ternana | 0 – 0 | Pisa |  |

| 21 febbraio 1971 22ª giornata | Pisa | 0 – 0 | Catanzaro |  |

| 28 febbraio 1971 23ª giornata | Casertana | 3 – 1 | Pisa |  |

| 7 marzo 1971 24ª giornata | Pisa | 1 – 1 | Brescia |  |

| 14 marzo 1971 25ª giornata | Modena | 4 – 2 | Pisa |  |

| 21 marzo 1971 26ª giornata | Pisa | 2 – 1 | Massese |  |

| 28 marzo 1971 27ª giornata | Bari | 1 – 0 | Pisa |  |

| 4 aprile 1971 28ª giornata | Pisa | 0 – 0 | Livorno |  |

| 11 aprile 1971 29ª giornata | Monza | 0 – 0 | Pisa |  |

| 18 aprile 1971 30ª giornata | Pisa | 1 – 1 | Palermo |  |

| 25 aprile 1971 31ª giornata | Como | 2 – 0 | Pisa |  |

| 2 maggio 1971 32ª giornata | Pisa | 4 – 0 | Atalanta |  |

| 9 maggio 1971 33ª giornata | Cesena | 2 – 1 | Pisa |  |

| 16 maggio 1971 34ª giornata | Pisa | 2 – 1 | Taranto |  |

| 23 maggio 1971 35ª giornata | Perugia | 1 – 0 | Pisa |  |

| 30 maggio 1971 36ª giornata | Pisa | 0 – 1 | Reggina |  |

| 6 giugno 1971 37ª giornata | Novara | 7 – 1 | Pisa |  |

| 13 giugno 1971 38ª giornata | Pisa | 3 – 1 | Arezzo |  |

## Statistiche

### Statistiche di squadra
| Competizione | Punti | In casa | In casa | In casa | In casa | In casa | In casa | In trasferta | In trasferta | In trasferta | In trasferta | In trasferta | In trasferta | Totale | Totale | Totale | Totale | Totale | Totale | DR  |
| Competizione | Punti | G       | V       | N       | P       | Gf      | Gs      | G            | V            | N            | P            | Gf           | Gs           | G      | V      | N      | P      | Gf     | Gs     | DR  |
| ------------ | ----- | ------- | ------- | ------- | ------- | ------- | ------- | ------------ | ------------ | ------------ | ------------ | ------------ | ------------ | ------ | ------ | ------ | ------ | ------ | ------ | --- |
| Serie B      | 32    | 19      | 8       | 9       | 2       | 24      | 11      | 19           | 1            | 5            | 13           | 7            | 33           | 38     | 9      | 14     | 15     | 31     | 44     | -13 |
| Coppa Italia | 0     | 2       | 0       | 0       | 2       | 2       | 5       | 1            | 0            | 0            | 1            | 0            | 1            | 3      | 0      | 0      | 3      | 2      | 6      | -4  |
| Totale       |       | 21      | 8       | 9       | 4       | 26      | 16      | 20           | 1            | 5            | 14           | 7            | 34           | 41     | 9      | 14     | 18     | 33     | 50     | -17 |

### Statistiche dei giocatori
| Giocatore      | Serie B  | Serie B | Coppa Italia | Coppa Italia | Totale   | Totale |
| Giocatore      | Presenze | Reti    | Presenze     | Reti         | Presenze | Reti   |
| -------------- | -------- | ------- | ------------ | ------------ | -------- | ------ |
| A. Algarotti   | 29       | 3       | ?            | ?            | 29+      | 3+     |
| F. Barontini   | 38       | 3       | ?            | ?            | 38+      | 3+     |
| E. Burlando    | 33       | 0       | ?            | ?            | 33+      | 0+     |
| F. Cacciatori  | 12       | -17     | ?            | ?            | 12+      | -17+   |
| A. Coramini    | 37       | 1       | ?            | ?            | 37+      | 1+     |
| G. Cosma       | 6        | 0       | ?            | ?            | 6+       | 0+     |
| R. Gasparroni  | 32       | 0       | ?            | ?            | 32+      | 0+     |
| P. Gonfiantini | 35       | 0       | ?            | ?            | 35+      | 0+     |
| S. Joan        | 28       | 4       | ?            | ?            | 28+      | 4+     |
| C. Leardi      | 1        | -1      | ?            | ?            | 1+       | -1+    |
| F. Lorenzetti  | 26       | -26     | ?            | ?            | 26+      | -26+   |
| M. Luperini    | 24       | 0       | ?            | ?            | 24+      | 0+     |
| D. Parola      | 29       | 6       | ?            | ?            | 29+      | 6+     |
| E. Pazzaglia   | 27       | 3       | ?            | ?            | 27+      | 3+     |
| G. Piaceri     | 17       | 6       | ?            | ?            | 17+      | 6+     |
| B. Romanini    | 1        | 0       | ?            | ?            | 1+       | 0+     |
| I. Salvadori   | 12       | 0       | ?            | ?            | 12+      | 0+     |
| L. Sanseverino | 22       | 2       | ?            | ?            | 22+      | 2+     |
| L. Teneggi     | 37       | 2       | ?            | ?            | 37+      | 2+     |